# Чандлер, Роберт
Ро́берт Ча́ндлер (англ. Robert Chandler) — английский поэт, эссеист, художественный переводчик с русского и других языков.
Наибольшее признание получили его английские переводы из Василия Гроссмана и Андрея Платонова (по большей части в соавторстве) — в частности, перевод повести «Джан» (англ. Soul, 2003) был удостоен в 2004 г. премии Американской ассоциации преподавателей славянских и восточноевропейских языков (AATSEEL) как лучший перевод года. В 2007 г. той же премии был удостоен выполненный Чандлером перевод романа Хамида Исмайлова «Железная дорога».
Среди других переводческих работ Чандлера — романы Василия Гроссмана «Жизнь и судьба», «Сталинград» и «Народ бессмертен» (а также повесть «Всё течёт», рассказы, эссе и фронтовая журналистика), пушкинский «Дубровский» и «Леди Макбет Мценского уезда» Николая Лескова, а также избранные стихотворения Сапфо и Аполлинера.
Чандлер составил вышедший в переводах на английский язык сборник «Русские новеллы от Пушкина до Буйды». Он преподаёт в колледже Королевы Мери (Queen Mary College) Лондонского университета. Член редакционной коллегии журнала Стороны Света и соредактор (вместе с Ириной Машинской) его английской версии.
Сообщается, что в настоящее время Чандлер работает над переводами пушкинской «Капитанской дочки», романа Андрея Платонова «Чевенгур» и произведений Василия Гроссмана. Повесть «Всё течёт» Василия Гроссмана в переводе Роберта Чандлера опубликована издательством NYRB Classics в США, а также издательством Harvill Secker в Англии.